# Die Krokodile

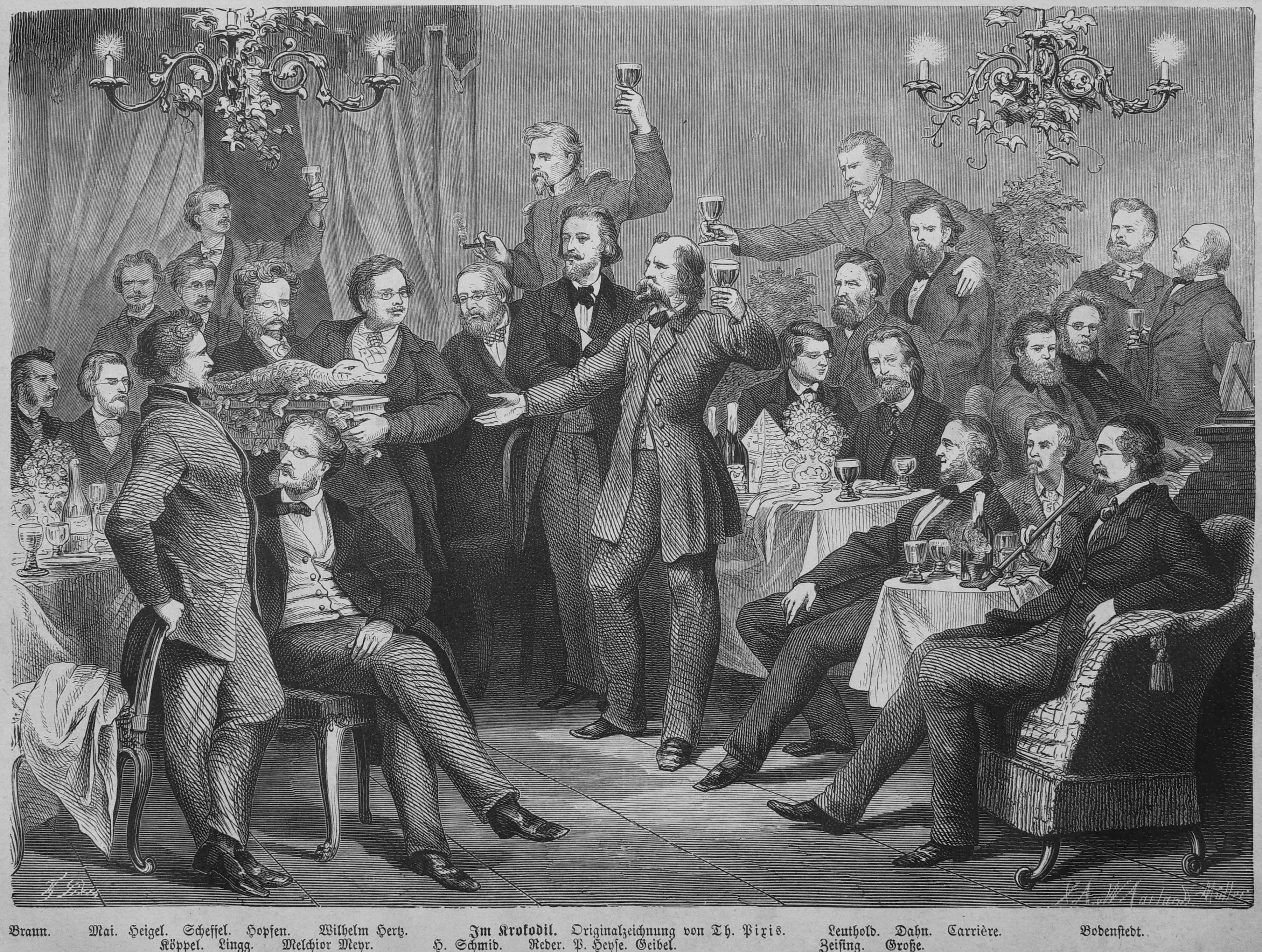
Поэтическое общество «Die Krokodile» на рисунке Теодора Пиксиса

Die Krokodile («Крокодилы») — мюнхенское поэтическое объединение, существовавшее с 1856 по 1873 год.

## История
Начиная с первой половины XIX века в Баварии стали происходить значительные изменения в государственной политике по отношению к искусству и науке. По приглашению Людвига I и Максимилиана II в Мюнхен стали приезжать учёные, художники и писатели. Среди прочих в столицу переехали Пауль Хейзе и Эмануэль Гейбель. Оба поэта решили по подобию берлинского литературного общества «Туннель через Шпрее» (нем. Tunnel über der Spree), в которое они входили раньше, создать свой поэтический клуб в Мюнхене.

## Деятельность
Первое собрание нового объединения состоялось 5 ноября 1856 в кофейне «Zur Stadt München». Помимо Гейбеля и Хейзе среди первых участников «Die Krokodile» числились Юлиус Гроссе, Фридрих Боденштедт, Феликс Дан, Вильгельм Херц и Герман Линг. Название общества связано со стихотворением Линга «Das Krokodil von Singapur» («Сингапурский крокодил»):

| Das Krokodil von Singapur Im heil’gen Teich zu Singapur Da liegt ein altes Krokodil Von äußerst grämlicher Natur Und kaut an einem Lotusstil. Es ist ganz alt und völlig blind, Und wenn es einmal friert des Nachts, So weint es wie ein kleines Kind, Doch wenn ein schöner Tag ist, lacht’s. | Сингапурский крокодил Есть в Сингапуре водоем, Где старый крокодил живёт, Который с траурным лицом Свой стебель лотоса жует. Он одряхлел и стал слепой, Но временами, как дитя, Всю ночь проплачет, а порой, Всем улыбается, шутя. |

Хейзе считал, что древняя рептилия, живущая в своем пруду, который защищает её от подлого и жестокого внешнего мира, может послужить отличным примером поэту-идеалисту.
Отличительной чертой «Die Krokodile» стало присвоение участникам клубных имен, например, Гейбель получил прозвище «Пракрокодил» (нем. Urkrokodil), а Хейзе — «Ящерица» (нем. Eidechs). Также на каждом еженедельном собрании на столе присутствовала пирамида, в которой хранился протокол. В клубе проводились литературные дискуссии и устраивались премьеры новых произведений.
В отличие от своих предшественников из «Молодой Германии» участники «Die Krokodile» считали своей основной целью служить чистому искусству без оглядки на политику. Их примерами для подражания стали поэты античности, средневековья и востока. Вершиной деятельности «Die Krokodile» можно назвать выход в 1862 году антологии «Münchener Dichterbuch» («Сборник мюнхенских поэтов»). Позднее, уже после прекращения существования литературного общества, в 1882 Пауль Хейзе издал «Neues Münchener Dichterbuch» («Новый сборник мюнхенских поэтов»).
После смерти Максимилиана II в 1864 году и отъезда Эмануэля Гейбеля из Мюнхена в 1868 году деятельность «Die Krokodile» стала менее активной, и в 1873—1874 годах общество перестало существовать.

## Участники
- Пауль Хейзе — «Ящерица» (нем. Eidechs)
- Эмануэль Гейбель — «Пракрокодил» (нем. Urkrokodil)
- Юлиус Гроссе — «Ихневмон» (нем. Ichnoymon)
- Фридрих Боденштедт — «Апис» (нем. Apis)
- Феликс Дан — «Гну» (нем. Gnu)
- Вильгельм Херц — «Вервольф» (нем. Werwolf)
- Герман Линг — «Прудовый крокодил» (нем. Teichkrokodil)
- Мориц Каррьер — «Корабль пустыни» (нем. Schiff der Wüste)
- Леонард Хамм
- Макс Хаусхофер
- Вильгель Хемсен — «Скарабей» (нем. Skarabäus)
- Карл Август Хайгель
- Бернхард Хофман — «Дон Кихот» (нем. Don Quixote)
- Ханс Хопфен
- Роберт фон Хорнштайн
- Вильгельм Йенсен
- Конрад Кнолль
- Карл Лемке — «Гиена» (нем. Hyäne)
- Людвиг Лайстнер
- Генрих Лойтхольд — «Аллигатор» (нем. Alligator)
- Зигмунд Лихтенштайн — «Бегемот» (нем. Nilpferd)
- Карл фон Лютцов — «Бобер» (нем. Biber)
- Мельхиор Мейр — «Ибис» (нем. Ibis)
- Карл Нойман — «Меч-рыба» (нем. Schwertfisch)
- Теодор Пиксис
- Адольф Фридрих фон Шак
- Йозеф Виктор фон Шеффель
- Йохан Шротт
- Карл Штилер
- Адольф Вильбрандт
- Адольф Цейзинг